# Whymperia megapoda
Whymperia megapoda är en stekelart som först beskrevs av Cameron 1885.  Whymperia megapoda ingår i släktet Whymperia och familjen brokparasitsteklar. Inga underarter finns listade i Catalogue of Life.